# Rudolf Žáček
Rudolf Žáček (ur. 20 maja 1948 w Ostrawie) – czeski historyk.
W latach 1966–1971 studiował historię na Uniwersytecie Palackiego w Ołomuńcu. Po ukończeniu studiów, do 1989, pracował w muzeum we Frydku-Mistku. W 1991 uzyskał tytuł doktora, a w 1999 docenta. Od 1991 pracownik naukowy Uniwersytetu Śląskiego w Opawie, od 2001 prorektor, a od 2007 do 2015 rektor tej uczelni.
W 2011 otrzymał tytuł profesora.
Publikował artykuły na łamach takich periodyków jak „Acta historica et museologica Universitatis Silesianae Opaviensis”, „Časopis Slezského zemského muzea”, „Pobeskydí”, „Slezský sborník”, „Studia Śląskie” i „Těšínsko”.
Członek redakcji czasopisma „Acta Historica Universitatis Silesianae Opaviensis”. Członek rady redakcyjnej czasopisma naukowego „Slezský sborník”.
Współautor Historii Górnego Śląska (II. Średniowiecze, 1. Górny Śląsk na progu historii), red. Joachim Bahlcke, Dan Gawrecki, Ryszard Kaczmarek, Gliwice 2011.
W 2019 odznaczony Odznaką Honorową „Bene Merito”.

## Książki
- Pobeskydí od husitství do Bílé Hory (1986)
- Pobeskydí v letech 1618–1848 (1992)
- Nástin dějin Těšínska (1992, współautor)
- Těšínsko v československo-polských vztazích v letech 1939–1945 (2000)
- Vítkovice (2002, współautor)
- Dějiny Slezska v datech (2004)
- Historia Górnego Śląska (2011, współautor)